# Jane Shore
Elizabeth "Jane" Shore (rođ. Lambert) (1445. – 1527.) bila je jedna od brojnih ljubavnica engleskoga kralja Eduarda IV. U povijesti je postala najpoznatija zahvaljujući kasnijim optužbama nadolazećeg kralja Rikarda III. (Eduardovog mlađeg brata) za urotu te prisiljena na javno pokajanje. Imala je afere i s velikim brojem drugih plemića, uključujući Eduardovog posinka i Elizabetinog sina, Thomasa Greya. Unatoč tome, do kraja svog života uživala je buržujski ugled.

## Mladost
Provodeći puno vremena u očevoj prodavaonici u mladoj dobi dovelo je mladu Shore u dodir s uglednim damama. To joj je omogućilo promatranje njihovog ponašanja i manira aristokracije. Smatralo se da je bila vrlo inteligentna i, kao rezultat toga, stekla je obrazovanje koje nije bilo tipično za osobu njenog društvenog statusa. Navodno joj je njezina ljepota donijela titulu "Londonske ruže" - iako se to u suvremenim izvorima ne spominje. Prema Thomasu Moru, pišući kad je Shore bila starija, bila je lijepo građena, iako ne visoka; muškarcima je bila privlačnija zahvaljujući svoje osobnosti, a ne vanjštine. Njezine odlike su uključivale intelekt, pismenost, veselost i zaigranost.

## Prvi brak
Njezin prvi muž je bio William Shore, zlatar i bankar, ujedno i obiteljski prijatelj Janeine obitelji. Bio je otprilike 14 ili 15 godina stariji od nje. Unatoč svojoj naočitosti i prestižu, nikada ju uistinu nije osvojio njezinu privrženost. Njihov je brak poništen u ožujku 1476. godine nakon što je zatražila poništenje braka s obrazloženjem da je njezin suprug impotentan, što joj je onemogućilo da ispuni želju za rađanjem djece. Papa Siksto IV naručio je trojici biskupa da odluče o slučaju koji su odobrili poništenje.

## Kraljeva ljubavnica
Iste godine kada je Shorein brak proglašen ništavnim, započela je vezu s engleskim kraljem Eduardom IV., nakon njegovog povratka iz Francuske. Eduard je nije odbacio kao svoje ostale ljubavnice, već joj je bio u potpunosti posvećen. Uvelike je utjecala na kralja, ali ga nije htjela iskoristiti za svoju osobnu korist. To se pokazalo njezinom praksom iznošenja onih, koji nisu uživali kraljevu naklonost, kako bi im pomogla da prime pomilovanje. Shore, prema službenim evidencijama, nije bila zasuta darovima, za razliku od mnogih Eduardovih prijašnjih ljubavnica. Njihova je veza trajala do kraljeve smrti 1483. godine.

## Poslije Eduarda IV.
Shoreina druga dva ljubavnika bili su kraljev najstariji posinak, Thomas Gray, 1. markiz od Dorseta, i William Hastings, 1. barun Hastings. Greyjeva supruga bila je bogata nasljednica Cecily Bonville, 7. barunica Harington, koja je također bila Hastingsova pokćerka. Shore je imala ključnu ulogu u postizanju saveza između klanova Hastings i Woodville, koji je nastao dok je Rikard, vojvoda od Gloucestera, još imao titulu lorda zaštitnika, prije nego što je zauzeo prijestolje kao kralj. Optuživali su je da je nosila dopise između Hastingsa i udovice Eduarda IV., Elizabete Woodville. Zbog svog doprinosa ovom savezu Shore je optužen za zavjeru, zajedno s njima, protiv vlade zaštitnika.
Shoreina kazna uključivala je otvorenu pokoru zbog njezinog promiskuitetnog ponašanja, premda je to možda motivirano sumnjom da je Graya udomila dok je bio bjegunac ili kao rezultat Rikardovog antagonizma prema bilo kojoj osobi koja je podržavala dvor njegova starijeg brata. Sukob osobnosti između nesretne Shore i nepopustljivog Rikarda također je stvorio međusobnu nesklonost među njima. 

## Drugi brak
Nakon javnog kajanja, Shore je boravila u zatvoru Ludgate. Dok je bila tamo, očarala je kraljeva glavnog odvjetnika, Thomasa Lynoma. Nakon što je Rikardu izrazio zanimanje za Shore, kralj ga je pokušao razuvjeriti za njegovo dobro. To dokazuje Rikardovo pismo Johnu Russellu, u kojem je kralj zamolio kancelara da pokuša spriječiti brak. No, ako će Lynom ustrajati s brakom, odobrava oslobađanje Shore iz zatvora te ju staviti pod očev nadzor do Rikardovog dolaska u London, kada bi se mogao sklopiti brak. Bili su vjenčani te su dobili jednu kćer. Vjeruje se da je Shore ostatak svog života proživjela u visokom društvu. Lynom je izgubio poziciju kraljevog odvjetnika kada je Henrik VII. porazio Rikarda III. u bitci kod Boswortha u kolovozu 1485. godine. U novoj vladavini je mogao ostati kao državni službenik srednje razine i nadzornik službenika Arturu, princu od Walesa, u dvorcu Ludlow. Thomas More potvrdio je da bi i u starosti pažljiv promatrač u njezinu smežuranom licu mogao prepoznati tragove njezine nekadašnje ljepote.

## Drame
- The True Tragedy of Richard III, anonimni kazališni komad nastao ubrzo nakon Shakespeareovog Richard III. Prikazuje se Shoreina javna pokora, kako ju ignoriraju bivši ljubavnici i svi ljudi kojima je pomogala nakon što ih sve Rikard III. zastraši svojim drastičnim kaznama.
- "Ljubavnica Shore" se često spominje u Shakespearovoj drami, Richard III.
- Edward IV (tiskano 1600. godine). Prikazuje njezinu moralnu rastrganost oko kraljevih ponuda, koristeći svoj utjecaj da spasi podanike te izražavanje žaljenja za svoju aferu s Eduardom. U ovoj adaptaciji, njezin brak nikada nije bio poništen, već se par pomirio netom prije smrti.
- The Tragedy of Jane Shore je drama nastala 1714. godine čiji je autor Nicholas Rowe. Prikazana je kao ljubazna žena potiče svog ljubavnika Hastingsa da se suprotstavi Rikardovom otimanju krune. Rikardova je odmazda u tome da ju prisili na javnu pokori po ulicama grada s ciljem da postani društveni otpadnik. Njezin muž se ponovno vrati i oni se pomire.
- Jane Shore 1796. godine u jednom kazalištu u Sydneyu.

## Filmovi
- Jane Shore (1911.)
- Jane Shore (1915.) (Blanche Forsyth)
- Jane Shore (1922.) (Sybil Thorndike)